# Paradysderina lostayos
Espèce
Paradysderina lostayos est une espèce d'araignées aranéomorphes de la famille des Oonopidae.

## Distribution
Cette espèce est endémique de la province de Zamora-Chinchipe en Équateur. Elle se rencontre dans les régions de Cuzco et de Junín.

## Description
Le mâle holotype mesure 1,58 mm.

## Étymologie
Cette espèce est nommée en référence au lieu de sa découverte, Los Tayos.

## Publication originale
- Platnick & Dupérré, 2011 : The Andean goblin spiders of the new genera Paradysderina and Semidysderina (Araneae, Oonopidae). Bulletin of the American Museum of Natural History, no 364, p. 1-121 (texte intégral).